# Tony Tolbert
(en) Statistiques sur pro-football-reference
Tony Tolbert (né le 29 décembre 1967 à Tuskegee en Alabama) est un joueur américain de football américain qui évoluait comme defensive end dans la National Football League (NFL).
Il a joué au niveau universitaire pour les Miners de l'Université du Texas à El Paso et a passé l'entièreté de sa carrière professionnelle avec les Cowboys de Dallas, avec lesquels il remporte à trois reprises le Super Bowl.